# Mollisia fallax
Mollisia fallax är en svampart som först beskrevs av Jean Baptiste Desmazières, och fick sitt nu gällande namn av Claude-Casimir Gillet 1882. Mollisia fallax ingår i släktet Mollisia och familjen Dermateaceae.   Inga underarter finns listade i Catalogue of Life.